# Marshall Allman
Marshall Scott Allman (ur. 5 kwietnia 1984 w Austin) – amerykański aktor telewizyjny i filmowy. Występował w roli L.J. Burrowsa w serialu Skazany na śmierć, produkcji Foksa.

## Życiorys
Urodził się i wychował w Austin w Teksasie jako syn Idanell Brown i Jamesa Martina Allmana Jr. Dorastał z bratem Davidem. W 2002 ukończył Austin High School. Był utalentowany plastycznie, a jego pasją była też piłka nożna. Brał udział w programie piłkarskim treningów olimpijskich, zanim rozdarł więzadło krzyżowe przednie, zakończył karierę piłkarską i pozostał zapalonym fanem tego sportu. Studiował aktorstwo w Playhouse West w Los Angeles.
Występował gościnnie w Boston Public, Bez śladu, Filip z przyszłości, Zwariowany świat Malcolma, Kancelaria adwokacka i Krok od domu. Zagrał w Little Black Book, Dishdogz, Shallow Ground i Hostage.
17 czerwca 2006 w Austin poślubił Jamie Anne Brown, z którą ma troje dzieci: córkę June Joanne oraz dwóch synów – Olivera Charlesa i Ashera Jamesa.